# Szaeva dupka (Szaeva-lyuk)

A Szaeva dupka (bolgárul: Съева дупка) egy barlang Bulgáriában, a Balkán-hegység északi elővonulatai között található, Bresztnica községben, 520 méteres tengerszínt feletti magasságban. A barlang neve egy pásztorkodással foglalkozó testvérpár nevéből ered. Szaju (Съю) és Szejo (Сейо) ugyanis ebben a barlangban lelt menedéket mikoron a törökök valamilyen okból keresték őket. 
A barlangot régóta ismerhették az emberek, mivel a termekben található üledékből római kori érmék, edények, csontmaradványok kerültek elő. A Szaeva dupka első tudós vizsgálója Georgi Nikolov Zlatarszki, neves bolgár geológus, ásványkutató volt, ő 1883-ban járt a barlangban. Néhány évvel később egy cseh testvépár, Karel és Václav Škorpil kutatott a képződményben. A barlang térképezését 1932-ben kezdték meg bolgár szakemberek, a munka több periódusban zajlott. A Szaeva dupka részletes geomorfológiai leírása Vladimir Jordanov Popov geográfus keze nyomán született meg 1968-ban. 
A Szaeva dupka cseppkőképződményekben gazdag, látványos barlang. Turisztikailag hasznosított természeti képződmény, 1967-ben járdákkal látták el, kiépítették a villanyvilágítást, ma Bulgária egyik nevezetességének tekintik. A barlang hossza mindössze 210 méter. Egy föld alatti patak folyik benne, ez 70 méteren keresztül követhető a járatrendszerben. Az itt található álló- és függőcseppkövek, cseppkőoszlopok, heliktitek különböző színekben pompáznak. Lehet látni zöld, barna és fehér képződményeket is. A barlangnak 5 terme van. Az első teremben látható a Szénaboglya nevű cseppkőképződmény. A második teremben található az Ágyú, ami az 1893-as nagy földrengés alkalmával keletkezett, egy leomló függőcseppkőből jött létre. A harmadik terem, a heliktitekben gazdag Koncertterem, itt valóban szoktak hangversenyeket is tartani. A Kozmosz teremben egy rakéta alakú cseppkő tekinthető meg, illetve Hófehérke és a hét törpe is látható itt, cseppkőből. Az ötödik terem a Fehér erőd terme, természetesen ez is cseppkőképződmény.

## Fordítás
- Ez a szócikk részben vagy egészben  a(z)   Съева дупка című bolgár Wikipédia-szócikk fordításán alapul.  Az eredeti cikk szerkesztőit annak laptörténete sorolja fel. Ez a jelzés csupán a megfogalmazás eredetét és a szerzői jogokat jelzi, nem szolgál a cikkben szereplő információk forrásmegjelöléseként.